# مهیار دیلمی
مَهیار دیلمی با کنیهٔ ابوالحسن (؟ -۱۰۳۷م) شاعر و کاتب ایرانی بود. وی زرتشتی بود سپس به دست استادش سید رضی در سال ۳۹۴ هجری اسلام آورد، و به مذهب شیعه گرایید به طوری که بعضی از صحابه های محمد را نفرین می‌کرد. به خوش‌وصفی، فخرگویی در شعر شهرت یافت. وی در دیلم گیلان زاده شد و بغداد می‌زیست. همچنین مهیار در شعرهایش به تبار ایرانی خود می‌بالید.
مهیار از نوابغ عرصهٔ شعر عرب است و عرب ها او را از بزرگترین شعرای ادب عربی می‌دانند. درونمایه اشعار وی علاوه بر مدیحه‌ها و تغزلات، متضمن بیان مسائل کلامی شیعه است. دیوان وی در ۴ جلد بارها چاپ شده است. مهیار در سال ۴۲۸ ق در بغداد درگذشت.